# Långsele
Långsele est une localité de la commune de Sollefteå dans le comté de Västernorrland en Suède.
Sa population était de 1 601 habitants en 2019.